# Energy Brands
Energy Brands, também conhecida como Glacéau, é uma subsidiária de capital fechado da Coca-Cola Company, com sede em Whitestone, Queens, Nova York. A empresa fabrica e distribui diversas linhas de bebidas comercializadas como "águas aprimoradas".
Fundada em maio de 1996 por J. Darius Bikoff, com uma linha de água enriquecida com eletrólitos chamada Smartwater, a Energy Brands inicialmente distribuía seus produtos para lojas de produtos naturais e varejistas independentes na área de Nova York. Adicionando as linhas Fruitwater e Vitaminwater em 1998 e 2000, respectivamente, a empresa expandiu sua distribuição para todo o país no início dos anos 2000.
Em 2002, a linha de águas Glacéau era a marca de água aprimorada mais vendida nos Estados Unidos, sendo a Vitaminwater seu produto mais popular. Em 2006, a empresa faturou US$ 350 milhões em receita. Em seguida, iniciou sua expansão global, lançando seus produtos no Reino Unido e na Austrália em 2008, na França em 2009 e na Argentina em 2011.

A Energy Brands era majoritariamente de propriedade de Bikoff, funcionários e pequenos investidores. O rapper 50 Cent obteve uma participação minoritária na empresa como parte de um acordo de endosso. Trinta por cento do capital foi vendido para a LVMH em algum momento dos anos 2000, que por sua vez vendeu essas ações. As ações foram finalmente vendidas para o Tata Group, com sede na Índia, em agosto de 2006, que as manteve até maio de 2007, quando a Coca-Cola Company comprou a empresa como uma subsidiária independente, deixando suas operações reais com sua gerência existente, incluindo Bikoff.